# بول وليامز (لاعب كرة قدم)
بول وليامز (بالإنجليزية: Paul Williams)‏ (8 نوفمبر 1963 في المملكة المتحدة - ) هو لاعب كرة قدم بريطاني في مركز الهجوم. شارك مع منتخب أيرلندا الشمالية لكرة القدم. أما مع النوادي، فقد لعب مع بريستون نورث إيند وستوكبورت كونتي وشيفيلد يونايتد وكوفنتري سيتي ونادي دونكاستر روفرز ونادي روتشديل ونادي كارلايل يونايتد ونادي هارتلبول يونايتد ونيوبورت كونتي ووست بروميتش ألبيون ونونيتون بورو ‏.

## وصلات خارجية
- بول وليامز على موقع قاعدة بيانات كرة القدم.إي يو (الإنجليزية)
- بول وليامز على موقع Soccerbase.com (لاعب) (الإنجليزية)
- بول وليامز على موقع عالم كرة القدم.نت (الإنجليزية)